# Anke Nothnagel
Anke von Seck-Nothnagel (Brandeburgo sulla Havel, 10 settembre 1966) è un'ex canoista tedesca.

## Palmarès

### Olimpiadi
- 4 medaglie:
  - 3 ori (Seul 1988 nel K2 500 metri; Seul 1988 nel K4 500 metri; Barcellona 1992 nel K2 500 metri)
  - 1 argento (Barcellona 1992 nel K4 500 metri)

### Mondiali
- 8 medaglie:
  - 8 ori (Duisburg 1987 nel K2 500 metri; Duisburg 1987 nel K4 500 metri; Plovdiv 1989 nel K2 500 metri; Plovdiv 1989 nel K4 500 metri; Poznań 1990 nel K2 500 metri; Poznań 1990 nel K4 500 metri; Parigi 1991 nel K2 500 metri; Parigi 1991 nel K4 500 metri)